# Ралука Санду
Ралука Санду (нар. 3 лютого 1980) — колишня румунська тенісистка.
Здобула 4 одиночні та 1 парний титул туру ITF.
Найвищим досягненням на турнірах Великого шолома було 2 коло в одиночному розряді.
Завершила кар'єру 2004 року.

## Фінали ITF
| турніри $100,000 |
| турніри $75,000  |
| турніри $50,000  |
| турніри $25,000  |
| турніри $10,000  |

### Одиночний розряд (4–7)
| Результат | Ранг | Дата              | Турнір                      | Покриття  | Суперниця           | Рахунок       |
| --------- | ---- | ----------------- | --------------------------- | --------- | ------------------- | ------------- |
| Перемога  | 1.   | 24 квітня 1995    | Барі, Італія                | Ґрунт     | Стефанія Піффері    | 6–2, 6–4      |
| Поразка   | 2.   | 7 серпня 1995     | Стамбул, Туреччина          | Тверде    | Ґюльберк Ґюльтекін  | 3–6, 1–6      |
| Перемога  | 3.   | 18 вересня 1995   | Клуж-Напока, Румунія        | Ґрунт     | Каталін Мароші      | 6–3, 6–3      |
| Перемога  | 4.   | 10 лютого 1996    | Сандерленд, Велика Британія | Тверде    | Саманта Сміт        | 4–6, 7–5, 6–4 |
| Поразка   | 5.   | 21 липня 1996     | Дармштадт, Німеччина        | Ґрунт     | Юлія Абе            | 2–6, 3–6      |
| Поразка   | 6.   | 17 листопада 1996 | Bad Gögging, Німеччина      | Килим (i) | Нірупама Санджив    | 4–6, 1–6      |
| Поразка   | 7.   | 2 березня 1997    | Буші, Велика Британія       | Килим (i) | Ольга Барабанщикова | 1–6, 6–7      |
| Поразка   | 8.   | 20 липня 1997     | Дармштадт, Німеччина        | Ґрунт     | Павліна Нола        | 4–6, 1–6      |
| Поразка   | 9.   | 12 квітня 1998    | Ештуріл, Португалія         | Ґрунт     | Барбара Шварц       | 2–6, 3–6      |
| Перемога  | 10.  | 26 липня 1998     | Вальядолід, Іспанія         | Тверде    | Ріта Куті-Кіш       | 6–3, 6–3      |
| Поразка   | 11.  | 24 червня 2001    | Горіція, Італія             | Ґрунт     | Ева Бес             | 0–6, 6–1, 3–6 |

### Парний розряд (1–2)
| Результат | Ранг | Дата           | Турнір             | Покриття | Партнерка    | Суперниці                               | Рахунок  |
| --------- | ---- | -------------- | ------------------ | -------- | ------------ | --------------------------------------- | -------- |
| Поразка   | 1.   | 7 серпня 1995  | Стамбул, Туреччина | Тверде   | Аліче Пірсу  | Ґюльберк Ґюльтекін Селін Нассі Текікбас | 2–6, 2–6 |
| Перемога  | 2.   | 20 червня 1999 | Марсель, Франція   | Ґрунт    | Хісела Рієра | Ева Мартінцова Ленка Немечкова          | 6–4, 7–6 |
| Поразка   | 3.   | 1 серпня 1999  | Битом, Польща      | Ґрунт    | Хісела Рієра | Ева Бес-Остаріс Магдалена Гжибовська    | 4–6, 5–7 |